# Zee Yuh-tsung
Yuh-tsung Zee (oder Zee Yuh-tsung, chinesisch 徐亦蓁 oder 徐蘅; * 1894 in Jiangsu, China; † 1. Februar 1981 in Saint Petersburg, Florida) war eine chinesische Diplomatin in der Mitte des 20. Jahrhunderts.
Zee (徐) war ihr Mädchenname (Familienname) in Wu. Yuh-tsung (亦蓁) war ihr Vorname (hinter dem Familiennamen in China). Zee Yuh-tsung (auch Tsu Ih-djen) ist Xu Yizhen (in Pinyin-Umschrift) oder Hsü I-chen in Mandarin (Wade-Giles-Umschrift).
In den USA, bzw. bei den Vereinten Nationen, war Zee auch unter dem Namen ihres Mannes als Mrs. Way-sung New oder Mrs. Yuh-tsung New bekannt.

## Herkunft und Ausbildung
Zee wurde 1894 in Suzhou, China geboren. Ihre Familie war seit drei Generationen christlich. Sie schloss die Elizabeth Yates Memorial All Girls' School in Shanghai 1910 ab und unterrichtete an Privatschulen in Shanghai von 1910 bis 1915. Im Frühjahr 1915 begann sie am Ginling College der Pädagogischen Universität Nanjing ein Geschichts- und Pädagogik-Studium, welches sie 1919 als eine der Erstabsolventinnen mit einem B.A. abschloss. Am Ginling schloss sie eine lebenslange Freundschaft mit Wu Yi Fang, die später die erste chinesische Präsidentin von Ginling wurde.

## Berufstätigkeit, gesellschaftliche, politische Arbeit und Familie
Nach ihrer Ausbild arbeitete Zee als Lehrerin Nanjing und Beijing. In diesem Tätigkeitsfeld stand sie dem Chinesischen Child relief Committee mit Sitz in Shanghai vor. 1924 heiratete sie den Orthopäden Way-sung New. Nach ihrer Heirat war sie weiter beruflich und ehrenamtlich tätig. Sie war Vorsitzende des Schulkuratoriums der Methodist School in Shanghai wie auch des Ginling Colleges, sie engagierte sich in der Wohlfahrtspflege und führte Trainingsprogramme für Krankenschwestern an der Klinik ihres Ehemanns durch.
Sie schloss in dieser Zeit auch ein M.A.-Studium am Teachers College, Columbia University ab. 1928 kam ihr Sohn Peter zur Welt.
Nach dem Tod ihres Ehemanns 1937 widmete sie sich bis 1939 intensiv der humanitären Arbeit beim Internationalen Roten Kreuz im vom Krieg gequälten Shanghai. Sie unterrichtete von 1939 bis 1941 wieder Englisch am St. Stephen’s College in Hongkong.
1945 wirkte sie an den Vorbereitungen der chinesischen Delegation für die Konferenz von San Francisco mit, der ihre Freundin Wu Yi Fang angehörte. 1947 war sie Gründungsmitglied in der UN-Frauenrechtskommission, die an der Formulierung der UN-Menschenrechtscharta mitarbeitete.
Sie arbeitete bon 1949 bis 1955 als Dozentin an verschiedenen Institutionen in den Vereinigten Staaten. 1955 wurde sie stellvertretende Dekanin am Western College for Women in Oxford (Ohio). Sie hatte dieses Amt bis 1959 inne. Danach konzentrierte sie sich auf die Arbeit in ihrer Kirche und für die Ginling Alumni Group. Sie wurde 1961 amerikanische Staatsbürgerin. Sie starb 1981.

## Weiterführende Literatur
- Rebecca Adami: Women and the Universal Declaration of Human Rights, Routledge. 2018, ISBN 978-0-429-79552-7
- Devaki Jain: Women, Development, and the UN. Bloomington, Indiana University Press, 2005, ISBN 978-0-253-21819-3